# Cijfersom
De cijfersom is de som van de afzonderlijke cijfers van een (natuurlijk) getal, soms genoteerd als c(getal).
- c(159) = 1 + 5 + 9 = 15
- c(7508) = 7 + 5 + 0 + 8 = 20

De cijfersom wordt het meest in het tientallig talstelsel gebruikt, maar kan ook in andere talstelsels berekend worden. Daarbij is de cijfersom voor een gegeven getal in het ene talstelsel anders dan die van hetzelfde getal in een ander talstel. De cijfersom van een getal in binaire notatie is gemiddeld genomen kleiner dan de andere.

## Definitie
De cijfersom {\displaystyle c_{b}(n)} van het natuurlijke getal
{\displaystyle n=\sum _{i=0}^{k}a_{i}b^{i}=a_{0}b^{0}+a_{1}b^{1}+a_{2}b^{2}+\ldots +a_{k}b^{k}}
in het  talstelsel met grondtal {\displaystyle b\in \mathbb {N} ,\ b\geq 2} is:
{\displaystyle \operatorname {c_{b}} (n)=\sum _{i=0}^{k}a_{i}=a_{0}+a_{1}+a_{2}+\ldots +a_{k}}
Voorbeelden van de cijfersom van het decimale getal 543 in andere talstelsels:
(543)10 = (1037)8 = (1000011111)2
- {\displaystyle \operatorname {c_{10}} (543)=5+4+3=12}
- {\displaystyle \operatorname {c_{8}} (1037_{8})=1+3+7=13_{8}=11_{10}}
- {\displaystyle \operatorname {c_{2}} (1000011111_{2})=110_{2}=6_{10}}

Bij de gereduceerde cijfersom (gc(getal)) wordt de bewerking herhaald op het resultaat totdat de cijfersom uit slechts 1 cijfer meer bestaat. In het tientallige talstels komt dit overeen met het berekenen van getal mod 9, echter met dien verstande dat de gereduceerde cijfersom alleen 0 kan zijn wanneer het oorspronkelijke getal 0 is; in andere gevallen moet er 9 bij de uitkomst worden opgeteld indien deze anders 0 zou zijn.
- gc(159) = 6
- gc(7508) = 2
- gc(999) = 9 (en niet 0)

Er zijn verschillende manieren om de gereduceerde cijfersom te berekenen.
Dit kan ten eerste door de cijfersom te nemen van het getal, en als dat uit meer dan 1 cijfer bestaat, opnieuw de cijfersom te nemen van het getal, en dit te herhalen tot de cijfer som uit maar 1 cijfer meer bestaat, bijvoorbeeld:
- gc(159) = gc(1 + 5 + 9) = gc(15) = 1 + 5 = 6

Ten tweede kan dit berekend worden met de methode van het wegstrepen van de negens. Neem van het getal elke 9 weg, en elke combinatie van cijfers die 9 vormen. Als er in een getal bijvoorbeeld de cijfers 4 en 5 staan mogen die weggestreept worden. Ten slotte mag ook elk getal opgesplitst worden om samen met een ander getal aan 9 te geraken. Voor 56 bijvoorbeeld mag de 5 gesplitst worden in 2 + 3. Die 3 kan dan bij de 6 opgeteld worden, zodat die 9 weggestreept kan worden, en de 2 overblijft. Anders gezegd: 5 + 6 = 2 + 3 + 6 = 2 + 9. De 9 mag wegstreept worden, om 2 over te houden. Echter als de uitkomst 0 is, dan is de gereduceerde cijfersom 9.
- gc(159) = 1 + 5 = 6, want de 9 mag weggestreept worden
- gc(7508) = 2, want 7 + 5 + 8 = 7 + (2 + 2 + 1) + 8 = (7 + 2) + 2 + (1 + 8). Daaruit de negens wegstrepen, blijft over 2
- gc(495) = 9, want de 9 en de (4 + 5) worden weggestreept. 0 blijft over, daaruit volgt dat de gereduceerde cijfersom 9 is.

De derde methode is door de rest bij deling door 9 te berekenen, of de modulus 9 van het getal; echter als de uitkomst 0 is dan is de gereduceerde cijfersom 9. 
- gc(159) = 6 want 159 mod 9 = 6,
- gc(99) = 9 want 99 mod 9 = 0 en uit de uitkomst 0 volgt dat de gereduceerde cijfersom 9 is.

Bij andere talstelsels gelden dezelfde regels, behalve dat de 9 vervangen wordt door het grootste cijfer uit het talstelsel. Bij het achttallig talstelsel is het grootste cijfer 7. Daarom geldt (alle getallen en bewerkingen zijn geschreven in het achttallig stelsel):
- gc(1037)8 = 4, want 1 + 0 + 3 + 7 = 138, en 1 + 3 = 4
- gc(1037)8 = 4, want de 7 kan geschrapt worden, blijft over 1 + 3 = 4
- gc(1037)8 = 4, want 10378 mod 7 = 4

Gereduceerde cijfersommen worden ook vaak gebruikt bij controlecijfers, bijvoorbeeld om te bepalen of een getal deelbaar is door 3, 6 of 9.
- Is de gereduceerde cijfersom 3, 6 of 9 (dat wil zeggen een veelvoud van 3), dan is het getal deelbaar door 3.
- Als het getal daarbij ook nog even is, is het getal deelbaar door 6.
- Is de gereduceerde cijfersom 9, dan is het getal ook deelbaar door 9.

## Stapeltellen
Ook bij geocaching wordt vaak gebruik gemaakt van de cijfersom (letterwaarde, woordwaarde) en de gereduceerde cijfersom (stapeltellen, rijsom of het 'berekenen van de stapelsom'). De letter- of woordwaarde wordt bijvoorbeeld gebruikt om een woord om te zetten in een getal. Het woord 'pa' heeft als woordwaarde bijvoorbeeld 16 + 1 = 17.
Soms is het noodzakelijk om deze waardes om te zetten naar een getal van één cijfer. Bijvoorbeeld als het eindcoördinaat berekend moet worden op basis van een formule. Een simpel voorbeeld is N 51° 47.ABC E 005° 45.DEF, waarbij de cijfers A, B, C ... staan voor getallen van één cijfer. Stapeltellen wordt regelmatig gebruikt bij Mystery of Multi-caches. Hoewel stapeltellen niet ingewikkeld is, bestaan er verschillende apps en tools die dit foutgevoelige karweitje uit handen nemen.